# Dos Cerritos, Puebla
Dos Cerritos är en ort i Mexiko.   Den ligger i kommunen Zacatlán och delstaten Puebla, i den sydöstra delen av landet, 130 km öster om huvudstaden Mexico City. Dos Cerritos ligger 2 236 meter över havet och antalet invånare är 370.
Terrängen runt Dos Cerritos är varierad. Runt Dos Cerritos är det ganska tätbefolkat, med 54 invånare per kvadratkilometer. Närmaste större samhälle är Zacatlán, 7,4 km nordost om Dos Cerritos. Omgivningarna runt Dos Cerritos är en mosaik av jordbruksmark och naturlig växtlighet.